# Études de photographie en France
 (février 2024).
En France, il existe plusieurs filières pour les études de photographie. On distingue les BTS, DNSEP et diplômes nationaux de master qui se font dans des établissements d'enseignement supérieur publics ; et les formations de diplômes visés et titres certifiés (bachelors) dans les établissements supérieurs privés ou publics consulaires (tels que les Gobelins).
Accessibles sur concours après trois d'études, seules deux grandes écoles nationales publiques proposent un cursus de formation en photographie en France:
- l'École nationale supérieure Louis-Lumière (Saint-Denis), section Photographie ;
- et l'École nationale supérieure de la photographie (Arles), ou « école d'Arles ».

Elles délivrent un diplôme national conférant le grade de master. À ces deux grandes écoles publiques, s'ajoute également la licence ainsi que le master Photo/Vidéo de l'École nationale supérieure des arts décoratifs (Paris) associée à l'université PSL, ainsi que la formation professionnalisante en 3 ans (bachelor) de Photographe-Vidéaste dispensée par l'école publique consulaire Gobelins (Paris), ouverte en 1963,.

## Liste des formations bac+3 à bac+5

### En établissement public
| École                                                  | Formation dispensée                                                                                    | Université ou structure de rattachement    | Date de création |
| ------------------------------------------------------ | --- | ------------------------------------------ | ---------------- |
| École nationale supérieure Louis-Lumière (Saint-Denis) | Diplôme de l'École nationale supérieure Louis-Lumière, spécialité Photographie (grade master)          | Université Paris-Lumières (UPL)            | 1926             |
| École nationale supérieure de la photographie (Arles)  | Diplôme de l'École nationale supérieure de la photographie (grade master)                              | N/A                                        | 1982             |
| École nationale supérieure des arts décoratifs (Paris) | Diplôme de l'École nationale supérieure des arts décoratifs, spécialisation Photo/Vidéo (grade master) | Université Paris Sciences et Lettres (PSL) | 1877             |
| École nationale supérieure des arts décoratifs (Paris) | Diplôme de premier cycle de l'École nationale supérieure des arts décoratifs (grade licence)           | Université Paris Sciences et Lettres (PSL) | 1877             |
| Gobelins (Paris)                                       | Titre de Photographe Vidéaste des Gobelins (bachelor) (niveau 6, RNCP)                                 | CCI Paris Île-de-France                    | 1963             |

| Université                                                                       | Formation dispensée                                               | Université ou structure de rattachement | Date de création |
| -------------------------------------------------------------------------------- | ----------------------------------------------------------------- | --------------------------------------- | ---------------- |
| Université Paris 8 Vincennes-Saint-Denis, département Photographie (Saint-Denis) | Master Pratiques, Histoires, Théories de la photographie          | Université Paris-Lumières (UPL)         | N/A              |
| Université Paris 8 Vincennes-Saint-Denis, département Photographie (Saint-Denis) | Master Arts plastiques, parcours Photographie et Art contemporain | Université Paris-Lumières (UPL)         | N/A              |
| Université Paris 8 Vincennes-Saint-Denis, département Photographie (Saint-Denis) | Licence Arts plastiques, parcours Photographie                    | Université Paris-Lumières (UPL)         | N/A              |

### En établissement privé
| École                              | Formation dispensée                                                           | Université ou structure de rattachement | Date de création |
| ---------------------------------- | ----------------------------------------------------------------------------- | --------------------------------------- | ---------------- |
| École de Condé (Paris)             | Bachelor d'établissement Photographie et images animées (non inscrit au RNCP) | Conférence des grandes écoles (affilié) | N/A              |
| EFET (Paris)                       | Titre de Photographe de l'EFET (bachelor) (niveau 6, RNCP)                    | N/A                                     | 1973             |
| MJM Graphic Design (Paris, Rennes) | Titre de Photographe de MJM Graphic Design (niveau 6, RNCP)                   | N/A                                     | N/A              |
| École Spéos (Paris)                | Titre de Photographe Entrepreneur (niveau 6, RNCP)                            | N/A                                     | N/A              |
| École Spéos (Paris)                | Certificat d'établissement Photographie professionnelle (non inscrit au RNCP) | N/A                                     | N/A              |

## Liste des BTS Photographie (bac+2)
En France, près d'une vingtaine d'établissements publics ou privés possèdent une section de technicien supérieur (STS) dispensant une formation en photographie reconnue par le ministère de l'Enseignement supérieur et de la Recherche.
| École                                                              | Formation dispensée | Type d'établissement                     | Université ou structure de rattachement | Date de création |
| ------------------------------------------------------------------ | ------------------- | ---------------------------------------- | --------------------------------------- | ---------------- |
| École des métiers d'art et du design Auguste Renoir (Paris)        | BTS Photographie    | Public (lycée)                           | N/A                                     | N/A              |
| Lycée Louis Armand (Paris)                                         | BTS Photographie    | Public (lycée)                           | N/A                                     | N/A              |
| Lycée Blaise Pascal (Marseille)                                    | BTS Photographie    | Public (lycée)                           | N/A                                     | N/A              |
| Lycée Pierre Latécoère (Istres)                                    | BTS Photographie    | Public (lycée)                           | N/A                                     | N/A              |
| Lycée André Malraux (Biarritz)                                     | BTS Photographie    | Public (lycée)                           | N/A                                     | N/A              |
| Lycée Jean Rostand (Roubaix)                                       | BTS Photographie    | Public (lycée)                           | N/A                                     | N/A              |
| École Sup-Photo (Bordeaux)                                         | BTS Photographie    | Privé                                    | N/A                                     | N/A              |
| École W, Université Paris-Panthéon-Assas (Paris)                   | BTS Photographie    | Privé, associé à une université publique | Université Paris-Panthéon-Assas         | 2016             |
| Lycée Saint-Vincent-de-Paul (Le Havre)                             | BTS Photographie    | Privé sous contrat (lycée)               | N/A                                     | N/A              |
| Lycée Jeanne d'Arc - Campus Vincentien (Arles)                     | BTS Photographie    | Privé sous contrat (lycée)               | N/A                                     | N/A              |
| École technique privée de photographie (ETPA) (Auzeville-Tolosane) | BTS Photographie    | Privé sous contrat                       | N/A                                     | 1974             |
| Société d'enseignement professionnel du Rhône (SEPR) (Lyon)        | BTS Photographie    | Privé sous contrat                       | N/A                                     | N/A              |
| CE3P (Ivry-sur-Seine)                                              | BTS Photographie    | Privé sous contrat                       | N/A                                     | N/A              |